# Jesús Horacio González
Jesús Horacio González Delgadillo (Monterrey, Nuevo León, México; 21 de julio de 1976) es un político mexicano afiliado al Partido Acción Nacional (PAN). Desde el 1 de febrero de 2021 al 14 de mayo de 2021 fue senador de la república en representación del estado de Nuevo León en la LXIV Legislatura del Congreso de la Unión. Fue director general de Parque Fundidora.

## Estudios
Egresado de la Licenciatura en Administración de Empresas en la Universidad de Monterrey, dentro de sus estudios de postgrado destacan una Maestría en Inteligencia de la Universidad Carlos III y Rey Juan Carlos en Madrid, España, así como una Maestría en Administración y Políticas Públicas del Instituto Tecnológico y de Estudios Superiores de Monterrey. Actualmente es Consultor, Asesor e Inversionista en diferentes empresas locales.

## Ámbito público
En la administración pública se ha desempeñado como Asesor en el Senado de la República, Regidor ciudadano y Secretario de Ayuntamiento en dos de los más importantes municipios del Estado de Nuevo León, San Pedro Garza García (2012-2015) y San Nicolás de los Garza (2015-2018); lo que le ha permitido adquirir amplio conocimiento y experiencia mediante estudios y operatividad en las áreas de Seguridad Pública, Desarrollo Urbano y Participación Ciudadana. 

## Ámbito político
En las elecciones federales de 2018 fue postulado como suplente de Víctor Oswaldo Fuentes Solís, candidato a senador del estado de Nuevo León por el Partido Acción Nacional. 
Su primera iniciativa fue para reformar la Ley de Transición Energética para que la Secretaría de Energía esté obligada a cumplir con la meta de que en México el 30% de las energías sean limpias este año y para el 2024, el 35%.